# Château de Budos
Le château de Budos est situé dans la commune de Budos, dans le département de la Gironde, en France.

Il est inscrit monument historique le 16 mars 1988.

## Présentation

### Localisation
Le château se trouve à environ 700 m au nord du village, le long de la route départementale D114 qui mène à Pujols-sur-Ciron.

### Historique
On doit le château de Budos à Raymond Guilhem de Budos, neveu du Pape Clément V. Largement pourvu par son oncle, il refait, dès 1306, le vieux château familial en reprenant les dispositions architecturales du château voisin de Villandraut, comme en témoigne le titre suivant émanant du roi Édouard Ier écrit de Wynten, le 9 mars 1306, au sénéchal de Gascogne :
« Le chevalier de Budos, neveu de Clément V, souverain pontife, nous a supplié de lui permettre de créneler sa maison de Budos, de l'entourer de murs, tours, fossés et enfin de la fortifier. Par respect pour le Souverain Pontife et parce qu'une forteresse de cette nature protégera non seulement nos possessions dans cette partie de la Guienne, mais aussi les sujets du neveu du Pape, nous accordons au susdit Raymond la permission de fortifier son château et nous lui concédons à perpétuité à lui, ses héritiers et successeurs, et nous engageons à ne le troubler en aucune manière dans cette possession. »
En 1422-23, le roi d'Angleterre prend possession du château et en charge Pons, seigneur de Castillon. Vers 1433, Henri VI concède au duc de Gloucester les terres et le château. En 1446-47, Budos est donné à Gaston IV de Foix-Béarn, comte de Foix, par suite du décès du comte de Gloucester. Après la conquête de la Guyenne, la famille de Budos qui avait suivi la cause de la France, rentre en possession de ses seigneuries de Guyenne. 
Acheté aux Budos par Raymond de La Roque en 1571, le château de Budos subit un sévère assaut en 1652, pendant les guerres de la Fronde. Lasserre saccage, pille et en brûle les archives. 
La seigneurie de Budos est restée dans la famille de La Roque jusqu’à la Révolution qui faillit l'anéantir, puisque, vendue comme bien national, elle servit de carrière pour bâtir des digues sur le Ciron. En 1841, la commission des Monuments historiques de la Gironde en est avertie par Léo Drouyn. 
En 1860 il devienne propriété de Léon de Brivazac, fils de Delphine Catherine de La Roque de Budos (née au château en 1789). Cinq descendants (Savary de Beauregard) l'ont confié à l'association Adichats qui y rassemble des jeunes pour mettre en valeur et sauvegarder ce qui peut l'être.
Le château a été inscrit en tant que monument historique en 1988.

### Architecture
Le château propose une architecture globale du XIVe siècle, mais avec les traces de trois campagnes de modifications ou restaurations qui ont eu lieu au XVIe siècle et puis à la fin du XVIIIe siècle.
|  |

|  |

|  |

Le château est de plan rectangulaire (46 m x 56 m) : un vaste logis en U autour de la cour est protégé par une haute muraille cantonnée de tours aux angles, circulaires pour trois d’entre elles et une de forme octogonale. Cette dernière servait de pigeonnier. Elles mesurent 20 m de haut sur trois étages et ont un diamètre de 7,50 m sauf la tour octogonale, qui est de  3,50 m. Sur les tours, on voit la présence d’archères à croix pâtée utilisées pour les tirs à l’arbalète. Au milieu de la croix apparaît un orifice circulaire, qui est une modification survenue ultérieurement, pour permettre le tir des armes à feu. 
L’entrée est pratiquée sous une haute tour carrée dotée d’une herse et précédée autrefois d’un pont-levis enjambant des fossés. Ces derniers avaient une vingtaine de mètres de large sur une dizaine de mètres de profondeur et étaient remplis d’eau en provenance de la source de Budos. 
Sur chaque face, une tour carrée non saillante domine courtines et logis. Les murs de la courtine nord-est semblent avoir été surhaussés à plusieurs reprises. Les créneaux du premier chemin de ronde avaient été comblés.
Des latrines apparaissent sur les murs arrière et intérieurs. La chapelle se trouvait à droite de l’entrée accessible de la cour. 
La prison occupait la tour nord et avait vue sur les fossés. Il y avait aussi un puits dans la cour intérieure. Il n’y avait pas d’oubliettes mais des pièces enterrées servant à la conservation des denrées alimentaires ou bien des pièces de stockage des poudres et autres armes de défense.
Le niveau du sol à l’intérieur semble plat aujourd’hui grâce aux remblais qui y ont été déposés. Or l’architecture nous montre qu’à l’origine, le sol était en pente et devait présenter différents paliers.
Dans les vignes, à 300 m à l'ouest du château on voit un petit édifice appareillé en pierre qui tire son nom de la forme de sa toiture qui n’est pas sans rappeler un chapeau chinois. Ce serait une des rares anciennes glacières du XVIIe siècle dont l’extérieur serait encore en état.

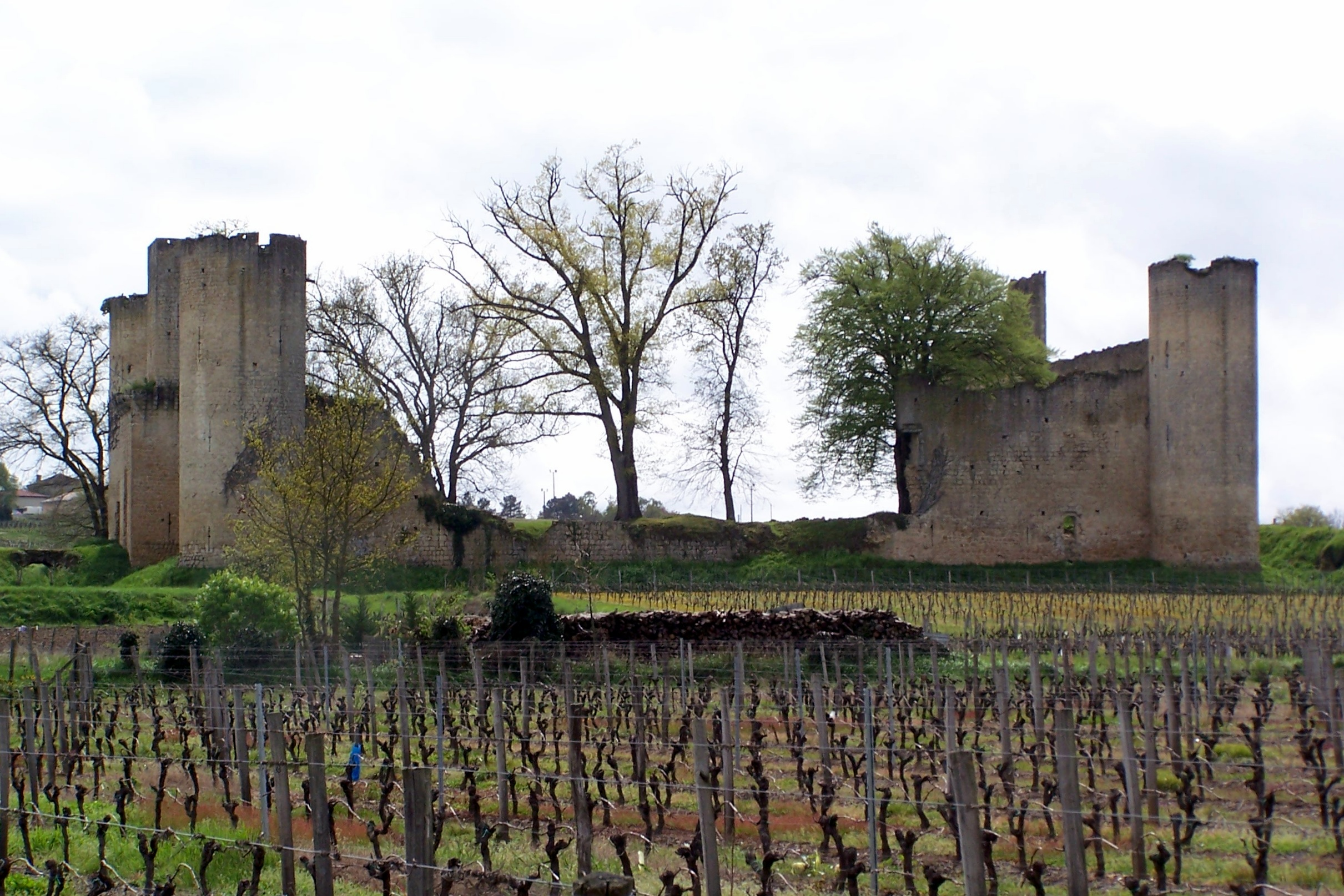
Vue nord (avr. 2012)
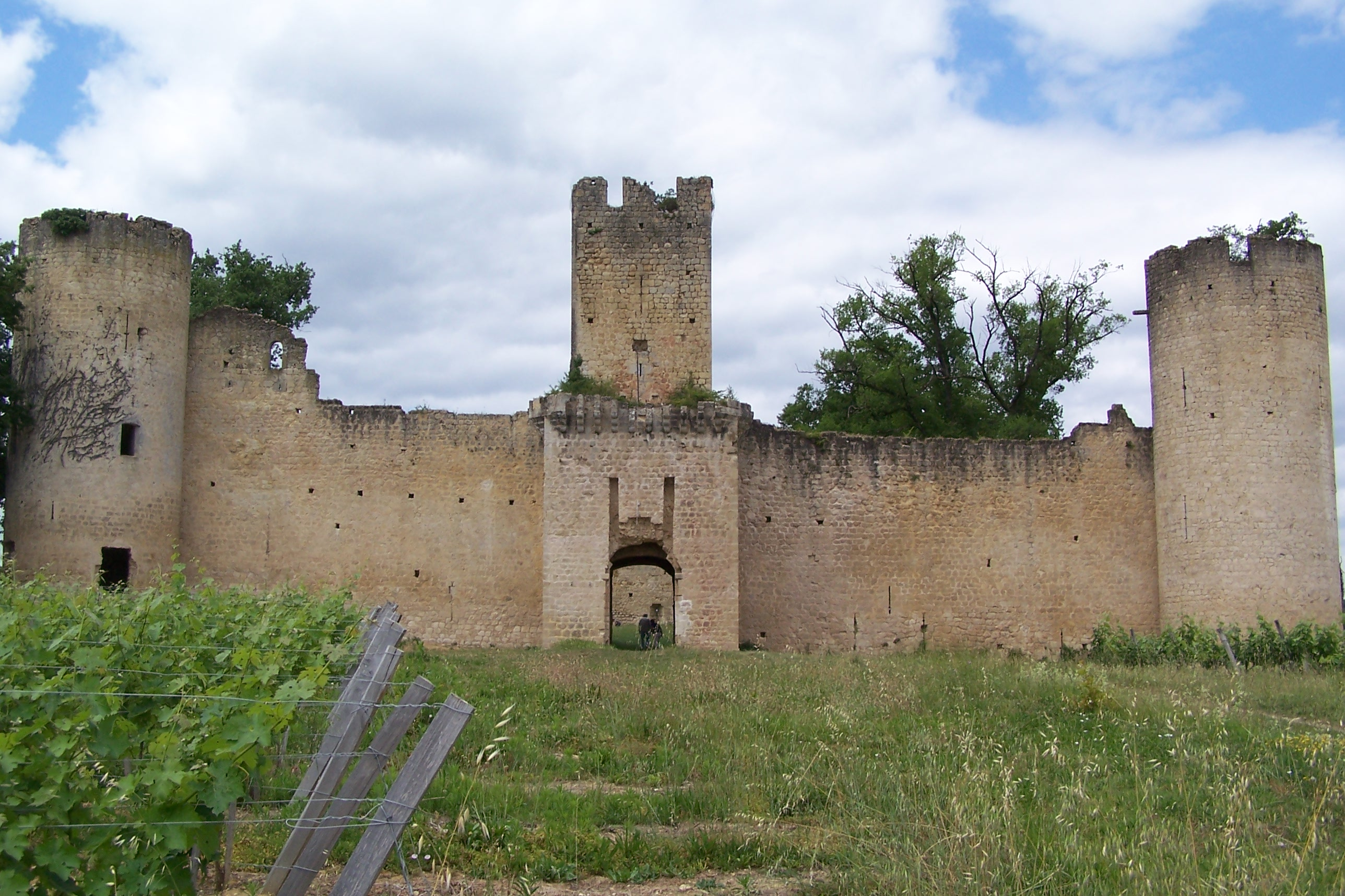
Façade est (mai 2011)
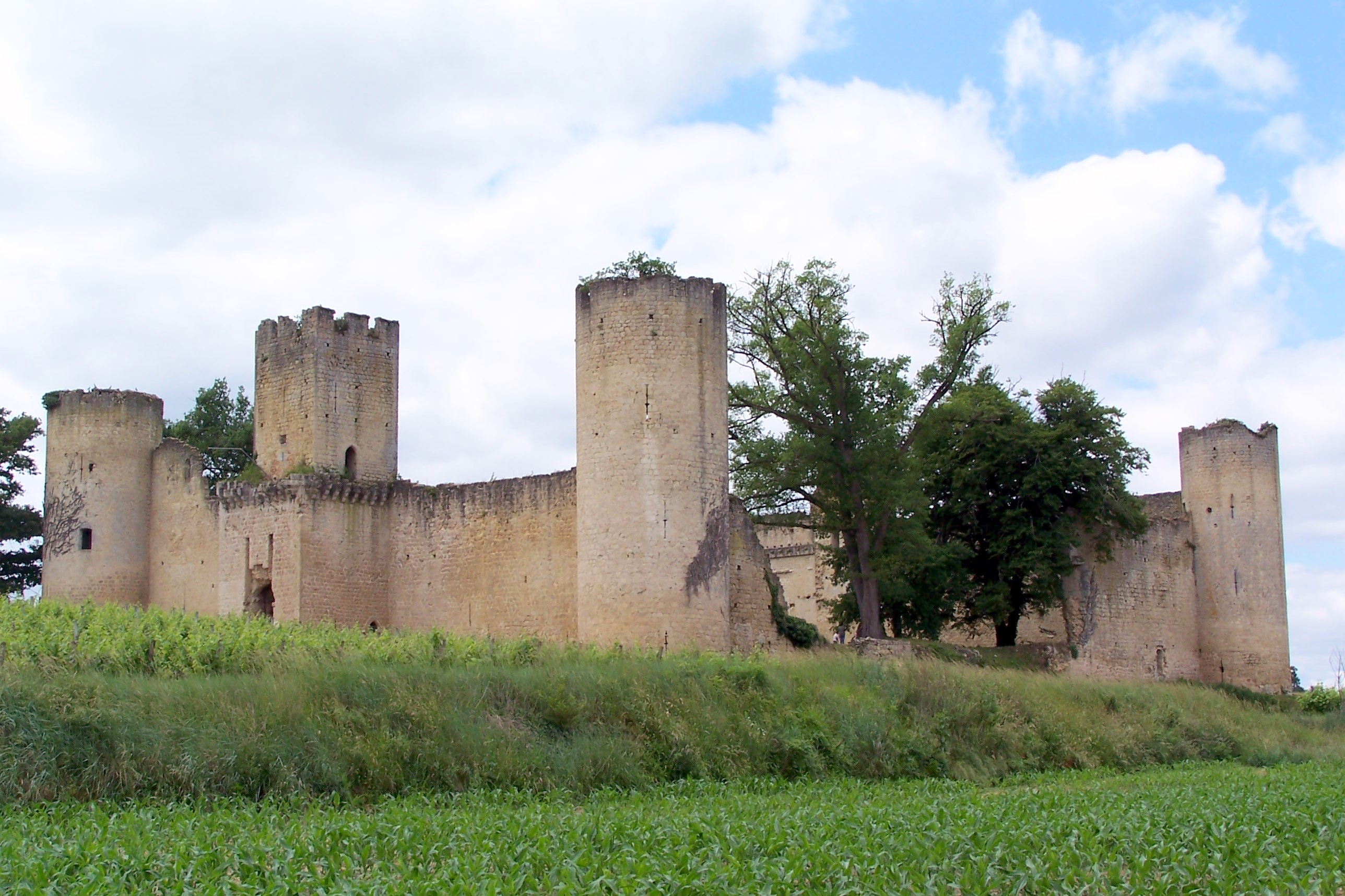
Vue nord-est (mai 2011)
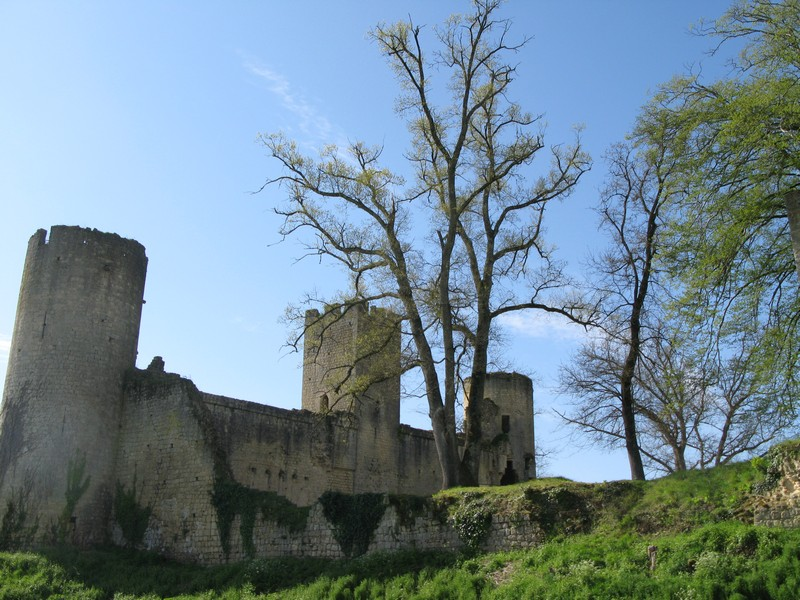
Vue rapprochée, côté est (avr. 2008)
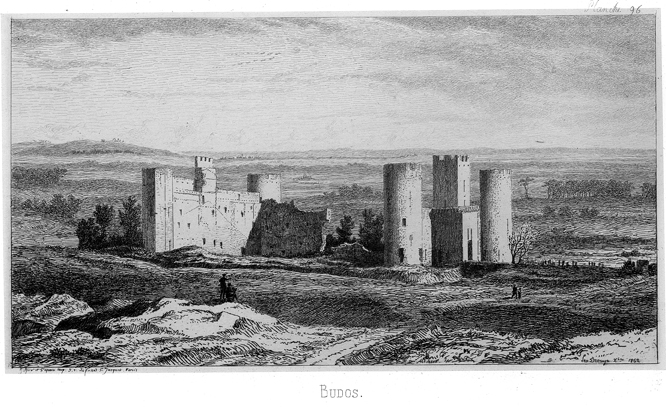
Gravure de Léo Drouyn (1862)
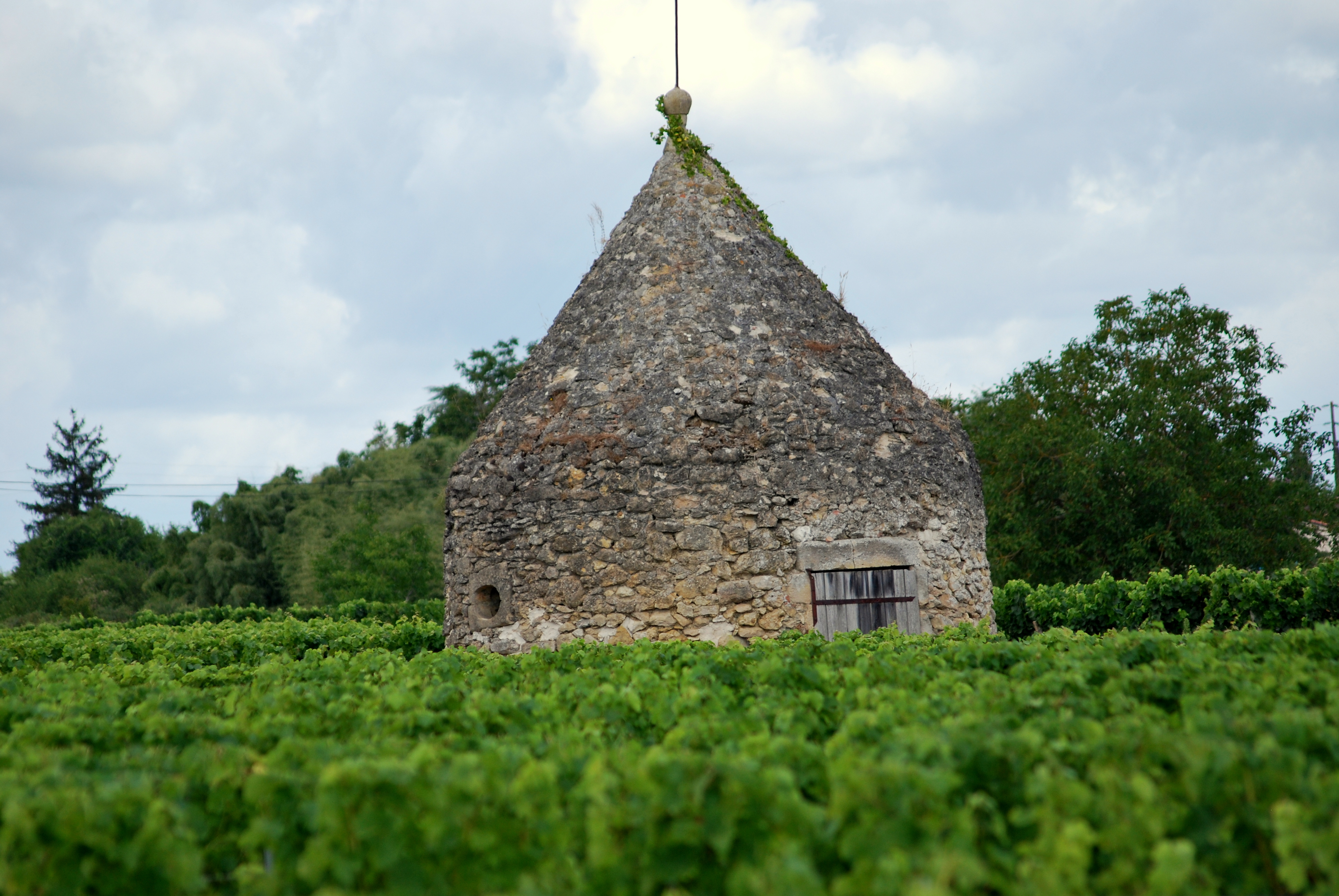
La glacière